# Hornberget
Hornberget (även Tjårvek) är en ort i Gällivare kommun, Norrbottens län.
Ortens förste nybyggare var Anders Andersson Kaptik, som erhöll beviljning 1827. Från 1839 var Lars Tjårvik boende på orten. Vid folkräkningen 1890 hade orten 22 invånare.